# Campionat Mundial de Triatló d'hivern

El Campionat Mundial de Triatló d'Hivern és la màxima competició de triatló d'hivern a nivell mundial. Es celebra anualment des de 1997 i és organitzat per la Unió Internacional de Triatló. El triatló d'hivern consisteix en la combinació de tres esports: natació, ciclisme de muntanya i atletisme de muntanya. Els participants han de completar un recorregut que inclou totes tres disciplines en condicions hivernals, amb neu i gel. El Campionat Mundial de Triatló d'Hivern atrau a esportistes de tot el món i és una oportunitat per veure els millors triatletes d'hivern en acció.

## Edicions
| No.   | Any  | Seu              | País       |
| ----- | ---- | ---------------- | ---------- |
| I     | 1997 | Malles Venosta   | Itàlia     |
| II    | 1998 | Les Menuires     | França     |
| III   | 1999 | Bardonecchia     | Itàlia     |
| IV    | 2000 | Jaca             | Espanya    |
| V     | 2001 | Lenzerheide      | Suïssa     |
| VI    | 2002 | Brusson          | Itàlia     |
| VII   | 2003 | Oberstaufen      | Alemanya   |
| VIII  | 2004 | Wildhaus         | Suïssa     |
| IX    | 2005 | Štrbské Pleso    | Eslovàquia |
| X     | 2006 | Sjusjøen         | Noruega    |
| XI    | 2007 | Saint-Oyen       | Itàlia     |
| XII   | 2008 | Freudenstadt     | Alemanya   |
| XIII  | 2009 | Gaishorn am See  | Àustria    |
| XIV   | 2010 | Eidsvoll         | Noruega    |
| XV    | 2011 | Jämijärvi        | Finlàndia  |
| XVI   | 2012 | Jämijärvi        | Finlàndia  |
| XVII  | 2013 | Cogne            | Itàlia     |
| XVIII | 2014 | Cogne            | Itàlia     |
| XIX   | 2016 | Zeltweg          | Àustria    |
| XX    | 2018 | Cheile Gradistei | Romania    |
| XXI   | 2019 | Asiago           | Itàlia     |
| XXII  | 2020 | Asiago           | Itàlia     |

## Palmarés

### Masculí
| No.   | Any  | Seu                         | Or                           | Plata                        | Bronze                        |
| ----- | ---- | --------------------------- | ---------------------------- | ---------------------------- | ----------------------------- |
| I     | 1997 | Malles Venosta ( Itàlia)    | Paolo Riva Itàlia            | Mathias Holzner Alemanya     | Bård Jørgen Elden Noruega     |
| II    | 1998 | Les Menuires ( França)      | Paolo Riva Itàlia            | Philippe Lie França          | Othmar Brügger Suïssa         |
| III   | 1999 | Bardonecchia ( Itàlia)      | Nicolas Lebrun França        | Paolo Riva Itàlia            | Zibi Szlufcik Alemanya        |
| IV    | 2000 | Jaca ( Espanya)             | Nicolas Lebrun França        | Christoph Mauch Suïssa       | Juan Carlos Apilluelo Espanya |
| V     | 2001 | Lenzerheide ( Suïssa)       | Zibi Szlufcik Alemanya       | Martin Lang Alemanya         | Christoph Mauch Suïssa        |
| VI    | 2002 | Brusson ( Itàlia)           | Marc Ruhe Liechtenstein      | Christoph Mauch Suïssa       | Benjamin Sonntag Alemanya     |
| VII   | 2003 | Oberstaufen ( Alemanya)     | Benjamin Sonntag Alemanya    | Christoph Mauch Suïssa       | Falk Göpfert Alemanya         |
| VIII  | 2004 | Wildhaus ( Suïssa)          | Siegfried Bauer Àustria      | Othmar Brügger Suïssa        | Petter Jørgensen Noruega      |
| IX    | 2005 | Štrbské Pleso ( Eslovàquia) | Siegfried Bauer Àustria      | Stefan Frank Alemanya        | Thomas Schrenk Alemanya       |
| X     | 2006 | Sjusjøen ( Noruega)         | Benjamin Sonntag Alemanya    | Alf Roger Holme Noruega      | Arne Post Noruega             |
| XI    | 2007 | Saint-Oyen ( Itàlia)        | Arne Post Noruega            | Siegfried Bauer Àustria      | Nicolas Lebrun França         |
| XII   | 2008 | Freudenstadt ( Alemanya)    | Arne Post Noruega            | Nicolas Lebrun França        | Andreas Svanebo Suècia        |
| XIII  | 2009 | Gaishorn am See ( Àustria)  | Tor Halvor Bjørnstad Noruega | Arne Post Noruega            | Daniel Antonioli Itàlia       |
| XIV   | 2010 | Eidsvoll ( Noruega)         | Andreas Svanebo Suècia       | Tor Halvor Bjørnstad Noruega | Pável Andréiev Rússia         |
| XV    | 2011 | Jämijärvi ( Finlàndia)      | Pável Andréiev Rússia        | Arne Post Noruega            | Andreas Svanebo Suècia        |
| XVI   | 2012 | Jämijärvi ( Finlàndia)      | Pável Andréiev Rússia        | Daniel Antonioli Itàlia      | Andreas Svanebo Suècia        |
| XVII  | 2013 | Cogne ( Itàlia)             | Pável Andréiev Rússia        | Daniel Antonioli Itàlia      | Yevgueni Kirílov Rússia       |
| XVIII | 2014 | Cogne ( Itàlia)             | Pável Andréiev Rússia        | Daniel Antonioli Itàlia      | Dmitri Bregueda Rússia        |
| XIX   | 2016 | Zeltweg ( Àustria)          | Pável Andréiev Rússia        | Yevgueni Kirílov Rússia      | Giuseppe Lamastra Itàlia      |
| XX    | 2018 | Cheile Gradistei ( Romania) | Pável Andréiev Rússia        | Pável Yakímov Rússia         | Marek Rauchfuss Txèquia       |
| XXI   | 2019 | Asiago ( Itàlia)            | Pável Andréiev Rússia        | Dmitri Bregueda Rússia       | Marek Rauchfuss Txèquia       |
| XXII  | 2020 | Asiago ( Itàlia)            | Pável Andréiev Rússia        | Marek Rauchfuss Txèquia      | Dmitri Bregueda Rússia        |

### Femení
| No.   | Any  | Seu                         | Or                              | Plata                           | Bronze                           |
| ----- | ---- | --------------------------- | ------------------------------- | ------------------------------- | -------------------------------- |
| I     | 1997 | Malles Venosta ( Itàlia)    | Maria Canins Itàlia             | Karin Möbes Suïssa              | Katinka Wiltenburg Països Baixos |
| II    | 1998 | Les Menuires ( França)      | Karin Möbes Suïssa              | Sigrid Lang Alemanya            | Lucia Bianchetti Itàlia          |
| III   | 1999 | Bardonecchia ( Itàlia)      | Maria Canins Itàlia             | Karin Möbes Suïssa              | Marianne Vlasveld Països Baixos  |
| IV    | 2000 | Jaca ( Espanya)             | Karin Möbes Suïssa              | Gabi Pauli Alemanya             | Sigrid Lang Alemanya             |
| V     | 2001 | Lenzerheide ( Suïssa)       | Sigrid Lang Alemanya            | Karin Möbes Suïssa              | Marianne Vlasveld Països Baixos  |
| VI    | 2002 | Brusson ( Itàlia)           | Marianne Vlasveld Països Baixos | Sigrid Lang Alemanya            | Gabi Pauli Alemanya              |
| VII   | 2003 | Oberstaufen ( Alemanya)     | Marianne Vlasveld Països Baixos | Sigrid Lang Alemanya            | Jutta Schubert Alemanya          |
| VIII  | 2004 | Wildhaus ( Suïssa)          | Sigrid Lang Alemanya            | Marianne Vlasveld Països Baixos | Karin Möbes Suïssa               |
| IX    | 2005 | Štrbské Pleso ( Eslovàquia) | Sigrid Mutscheller Alemanya     | Marianne Vlasveld Països Baixos | Maria Kalnes Noruega             |
| X     | 2006 | Sjusjøen ( Noruega)         | Sigrid Mutscheller Alemanya     | Eva Nyström Suècia              | Gabi Pauli Alemanya              |
| XI    | 2007 | Saint-Oyen ( Itàlia)        | Sigrid Mutscheller Alemanya     | Carina Wasle Àustria            | Michela Benzoni Itàlia           |
| XII   | 2008 | Freudenstadt ( Alemanya)    | Sigrid Mutscheller Alemanya     | Anke Kullmann Alemanya          | Carina Wasle Àustria             |
| XIII  | 2009 | Gaishorn am See ( Àustria)  | Carina Wasle Àustria            | Hanne Trønnes Noruega           | Rebecca Dussault Estats Units    |
| XIV   | 2010 | Eidsvoll ( Noruega)         | Rebecca Dussault Estats Units   | Tatiana Charochkina Rússia      | Hanne Trønnes Noruega            |
| XV    | 2011 | Jämijärvi ( Finlàndia)      | Borghild Løvset Noruega         | Sarka Grabmullerova Txèquia     | Maija Oravamäki Finlàndia        |
| XVI   | 2012 | Jämijärvi ( Finlàndia)      | Helena Erbenová Txèquia         | Maija Oravamäki Finlàndia       | Borghild Løvset Noruega          |
| XVII  | 2013 | Cogne ( Itàlia)             | Helena Erbenová Txèquia         | Elisabeth Sveum Noruega         | Sarka Grabmullerova Txèquia      |
| XVIII | 2014 | Cogne ( Itàlia)             | Borghild Løvset Noruega         | Olga Parfinenko Rússia          | Sarka Grabmullerova Txèquia      |
| XIX   | 2016 | Zeltweg ( Àustria)          | Yulia Surikova Rússia           | Olga Parfinenko Rússia          | Romana Slavinec Àustria          |
| XX    | 2018 | Cheile Gradistei ( Romania) | Yulia Surikova Rússia           | Helena Erbenová Txèquia         | Romana Slavinec Àustria          |
| XXI   | 2019 | Asiago ( Itàlia)            | Daria Rogozina Rússia           | Yulia Surikova Rússia           | Romana Slavinec Àustria          |
| XXII  | 2020 | Asiago ( Itàlia)            | Daria Rogozina Rússia           | Anna Medvedeva Rússia           | Yulia Surikova Rússia            |

## Medaller històric
| 1  | Rússia        | 12 | 8  | 5  | 25  |
| 2  | Alemanya      | 9  | 8  | 8  | 25  |
| 3  | Noruega       | 5  | 6  | 6  | 17  |
| 4  | Itàlia        | 4  | 4  | 4  | 12  |
| 5  | Àustria       | 3  | 2  | 4  | 9   |
| 6  | Suïssa        | 2  | 7  | 3  | 12  |
| 7  | Txèquia       | 2  | 3  | 4  | 9   |
| 8  | Països Baixos | 2  | 2  | 3  | 7   |
| 9  | França        | 2  | 2  | 1  | 5   |
| 10 | Suècia        | 1  | 1  | 3  | 5   |
| 11 | Estats Units  | 1  | 0  | 1  | 2   |
| 12 | Liechtenstein | 1  | 0  | 0  | 1   |
| 13 | Finlàndia     | 0  | 1  | 1  | 2   |
| 14 | Espanya       | 0  | 0  | 1  | 1   |
|    | TOTAL         | 44 | 44 | 44 | 132 |